# Kohtla-Nõmme
Kohtla-Nõmme est une ville et une collectivité territoriale (Alevvald) située dans le comté de Viru-Est au nord de l'Estonie. Elle a 1017 habitants(01.01.2012) et a une superficie de 4,65 km2.

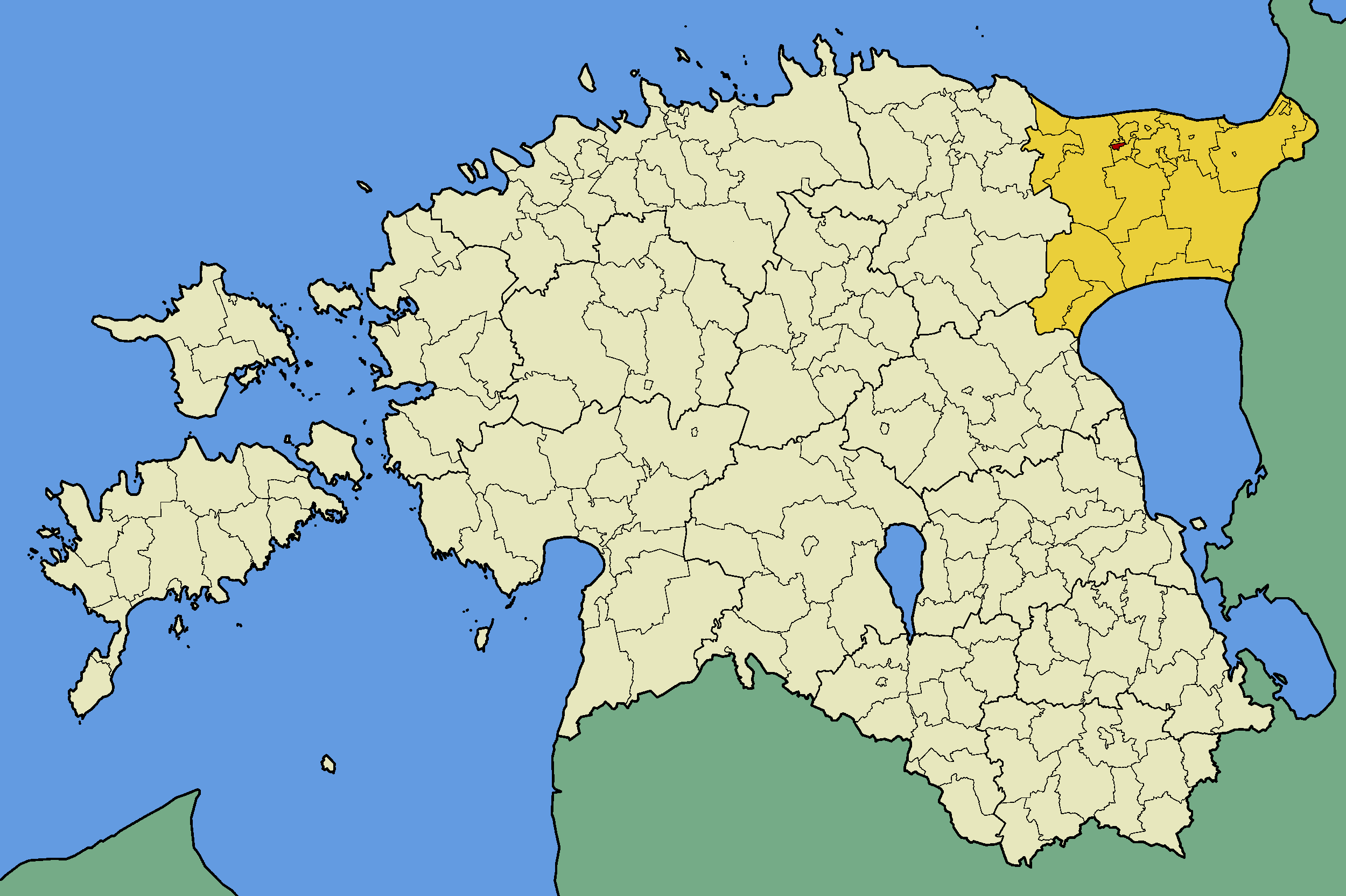
Commune de Kohtla-Nõmme(rouge), dans le Comté du Viru oriental (jaune).

### Références

Une exposition au musée de la mine de Kohtla-Nõmme. Novembre 2020.